# الأقزام والبيغمي في مصر القديمة
في مصر القديمة، وخاصة خلال فترات الأسر الحاكمة المبكرة والمملكة المصرية القديمة، كان يُنظر إلى الأقزام والبيغمي على أنهم أشخاص لديهم هدايا سماوية. كانوا يعاملون باحترام كبير ويمكن أن يتمتعوا بمراكز اجتماعية عالية. خلال الأسرة المصرية الأولى (3150-2900 قبل الميلاد)، خدم الأقزام وعملوا مباشرة للملك والأسرة المالكة، وتم العثور على عدد منهم مدفونًا في مقابر فرعية حول مقابر الملوك. في الواقع، تشير النسبة العالية نسبيًا من الأقزام في المقابر الملكية للأسرة الأولى إلى أن البعض قد تم إحضارهم إلى مصر من أماكن أخرى.
في وقت لاحق، في الدولة القديمة (حوالي 2680 - 2180 قبل الميلاد)، تم توظيف الأقزام كصائغي مجوهرات وخياطين وحاملي أكواب وحراس حديقة، ويمكنهم العثور على عائلات أو إحضارهم إلى واحدة. تم توظيف الأقزام كراقصين في المناسبات الخاصة والمهرجانات الدينية. يبدو أن الوضع الاجتماعي للأقزام قد تراجع بعد الدولة القديمة. بحلول عصر الإمبراطورية المصرية (حوالي 1550-1070 قبل الميلاد) تم تصويرهم بطرق سخيفة، وبينما تطلب البردية «العقيدة الحكيمة لأمينموبي، ابن كاناخت» من الناس عدم معاملتهم بشكل سيء، فإن هذا على الأرجح يدل على أنهم تعرضوا لسوء المعاملة.
في الفن المصري، يتم تصوير الأقزام والبيغمي بشكل واقعي. كان لدى المصريين القدماء ثلاث كلمات وهيروغليفية خاصة للأقزام وكانوا يقدسون العديد من الآلهة الأقزام، ولا سيما بس، إله الأسرة والميلاد، وشكلان قزمان من بتاح.

## المصطلحات والتصورات

### الكتابة الهيروغليفية

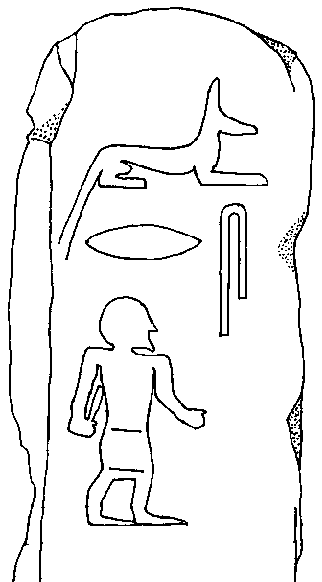
شاهدة قبر للمحكمة القزم سر إنبو (الأسرة الأولى)؛ الأصل: أبيدوس

استخدم المصريون القدماء ثلاثة مصطلحات لوصف الشعوب ذات القامة القصيرة: أولها كان دنيج أو دانيج أو داج (اعتمادًا على النسخ المختلفة)، والتي تعني ببساطة «الإنسان الصغير» و «القزم» و / أو «الأقزام». يمكن الجمع بين الهيروغليفية المصرية المستخدمة لهذه الكلمات مع محدد القزم، وبدلاً من ذلك تم استخدام المحدد وحده. تُظهِر لوحات الأسرة الأولى الحتمية فقط، مما يعني أن المحدد نفسه قرأ دنيج أو دانيج أو داج وبنفس المعنى. في أوقات لاحقة، تم الجمع بين هذه الكلمات في كثير من الأحيان مع مزيد من المحددات مثل تلك الخاصة بـ «الملابس / الموضة» (علامة جاردنر S38)، والتي تصف حرفياً «قزم الموضة» (دانيج سيريت المصري)؛ أو مع تحديد راقص (علامة جاردنر A32) لـ «قزم راقص» (دانيج ايباو المصري). خلال فترة المملكة المصرية الوسطى، ظهرت كلمتان جديدتان تتعلقان بالأقزام والبيغمي: نيم، وتعني «مشوهًا واحدًا» تشير إلى الأصل الجيني للأقزام المصرية كأشخاص ولدوا مع الودانة. وهيوا تعني «الراعي» أو «عائل الماشية».

### التصوير
يعتبر التصوير النموذجي للقزم في الفن المصري واقعيًا، حيث يُظهر جذعًا ورأسًا نما بشكل طبيعي، ولكن أذرعًا وأرجلًا قصيرة بشكل واضح ومنحنية قليلاً. تشير هذه النسب إلى الودانة ونقص التنسج الغضروفي باعتبارهما الشرطين المسئولين عن قزامة الفرد. ومع ذلك، هناك أيضًا نقوش لشعوب صغيرة ذات أبعاد جسدية طبيعية ولا يزال من غير الواضح ما إذا كانت هذه التمثيلات تظهر أقزامًا حقيقيين أو ما إذا كان هؤلاء الأشخاص ممثلين صغارًا من أجل عكس رتبتهم المنخفضة أو إبراز المشهد الرئيسي للنقوش البارزة.
تعود أقدم الرسوم المعروفة للأقزام في مصر إلى أوائل الأسرة الأولى (3100 - 2890 قبل الميلاد) وتم العثور عليها في المقبرة الملكية في أبيدوس. وهي عبارة عن نقوش منحوتة على لوحات خاصة موضوعة في مقابر فرعية حول مقبرة الملك. تعرضت جميع اللوحات الباقية للتلف والعوامل الجوية، ولكن يمكن رؤية الأقزام الممثلة وهم يرتدون أطواقًا ذهبية وتنانير من الكتان الناعم ويحملون شارات مثل أختام المكاتب والقماش، وهي نموذجية لكبار المسؤولين والكهنة. تظهر صور الأقزام أيضًا في نقوش بالحبر الأسود على السيراميك وأباريق البيرة الفخارية. بالإضافة إلى ذلك، تم الكشف عن العديد من التماثيل العاجية التي تظهر أقزام من الذكور والإناث في أبيدوس. مرة أخرى، تُظهر العديد من هذه التماثيل الأقزام وهم يرتدون أطواقًا ذهبية وتنانير من الكتان الناعم وحتى باروكات ضفيرة متدرجة. تظهر بعض التماثيل الأنثوية في إيماءة نموذجية للولادة في وضع الوقوف والبعض الآخر يصور بوضوح امرأة حامل. يُعتقد أن هذه التماثيل الخاصة للأقزام الإناث كانت تعويذة حظًا سعيدًا للنساء الحوامل بهدف جذب الحظ لولادة أطفال أصحاء.

## الأصول
نسبة الأقزام في المقبرة الملكية في أبيدوس أكبر بكثير من نسبة السكان العاديين. وبالتالي، من الممكن أن يكون بعض هؤلاء الأقزام قد تم شراؤهم من مكان آخر - أو حتى جاءوا إلى مصر طواعية كأرض يمكن أن يتوقعوا أن يرتقيوا فيها إلى مكانة اجتماعية عالية. دعماً لهذه الفرضية، يشير هيرمان يونكر، جاك جان كلير وهانس فيليكس وولف إلى الكلمة المصرية ايس، والتي تعني «لقد اشتريت (هذا)»، والتي تحدث غالبًا فيما يتعلق بالأقزام. ومع ذلك، لا يزال من غير الواضح ما إذا كان معظم الأقزام والبيغمي قد تم شراؤهم أم أنهم «استأجروا» أنفسهم لمؤسسات مثل المعابد والأضرحة وحتى بلاط الملوك المصريين. خلال فترة الأسرات المبكرة على وجه الخصوص (3100-2680 قبل الميلاد) والمملكة القديمة (2680 - 2180 قبل الميلاد)، كان من الشائع في أسر الطبقة العليا أن يتم دفع مبالغ كبيرة من نوع ما عندما يؤدي الأقزام رقصات عامة أو واجبات أخرى. وبالمثل، تم تبادل الأشياء الثمينة كلما قام الأقزام والبيغمي بتغيير صاحب العمل أو كان هناك تغيير في رئيس المنزل. من الواضح، في حالات نادرة، أن النانوية ستظهر بشكل طبيعي داخل عائلة صحية تنمو بشكل طبيعي. وبالتالي، لم يتم اكتساب جميع الأقزام والبيغمي حتمًا عن طريق الإغداق أو الاستحواذ.

## التمييز
فرق المصريون القدماء بين الأقزام «الحقيقيين» (جينيا) والبيغمي، الذين وصلوا إلى مصر، من المفترض أنهم أسرى غريبون، من (مرة أخرى على الأرجح) تلك المناطق في غرب إفريقيا حيث لا يزال أفراد هذه المجموعة العرقية يعيشون (على مسافة هائلة من المملكة المصرية القديمة، لا سيما بالنظر إلى الافتقار إلى الاتصالات الحديثة)، على الرغم من أن الأصل المحتمل للأقزام الراقصين ربما كان السودان الحديث أو إثيوبيا (إذا كانوا في السابق أكثر انتشارًا). تم توظيف الأقزام حصريًا في المناسبات الخاصة جدًا للرقص والعروض البهلوانية في المعابد والأضرحة. وبدلاً من ذلك، تم توظيف الأقزام حصريًا لأعمال حرفية ذات مهارات عالية وواجبات فنية. ومع ذلك، فإن علماء المصريات الحديثين يحذرون من توخي الحذر، فالمصري القديم لم يفرق بين الأقزام والبيغمي للتمييز بينهم، بل اختاروا ببساطة أنشطتهم وفقًا لمهاراتهم.
الأقزام في مصر القديمة نوعان:
- النوع الأول: هو القزم الأفريقي الذي أحضره المصري القديم خلال تجارته مع النوبة وبلاد بونت، وكان دوره يقتصر على الرقص في القصر الملكي، لإدخال السرور على قلب الملك وهو ما يعرف بـ«الرقص للأرباب»، وقد جيء بأول قزم من بلاد بونت، في عهد الملك جد كا رع، من الأسرة الخامسة.
- النوع الثاني: هو القزم المصري وعلى الرغم من أنهم كانوا يعانون من تشوه جسدي، حيث كانوا يتميزون برأس كبير وجذع طبيعي وأطراف قصيرة، إلا أنهم اشتهروا بصناعة الحلي في مصر القديمة، وذلك نظرا لصغر أطرافهم التي كانت تمكنهم من تشكيل الحلي بسهولة وميزتهم عن غيرهم، ويتضح ذلك من خلال أحد المناظر المصورة على جدران مقبرة مريروكا بمنطقة سقارة.

## الرتب والوظائف الاجتماعية

### الوضع الاجتماعي

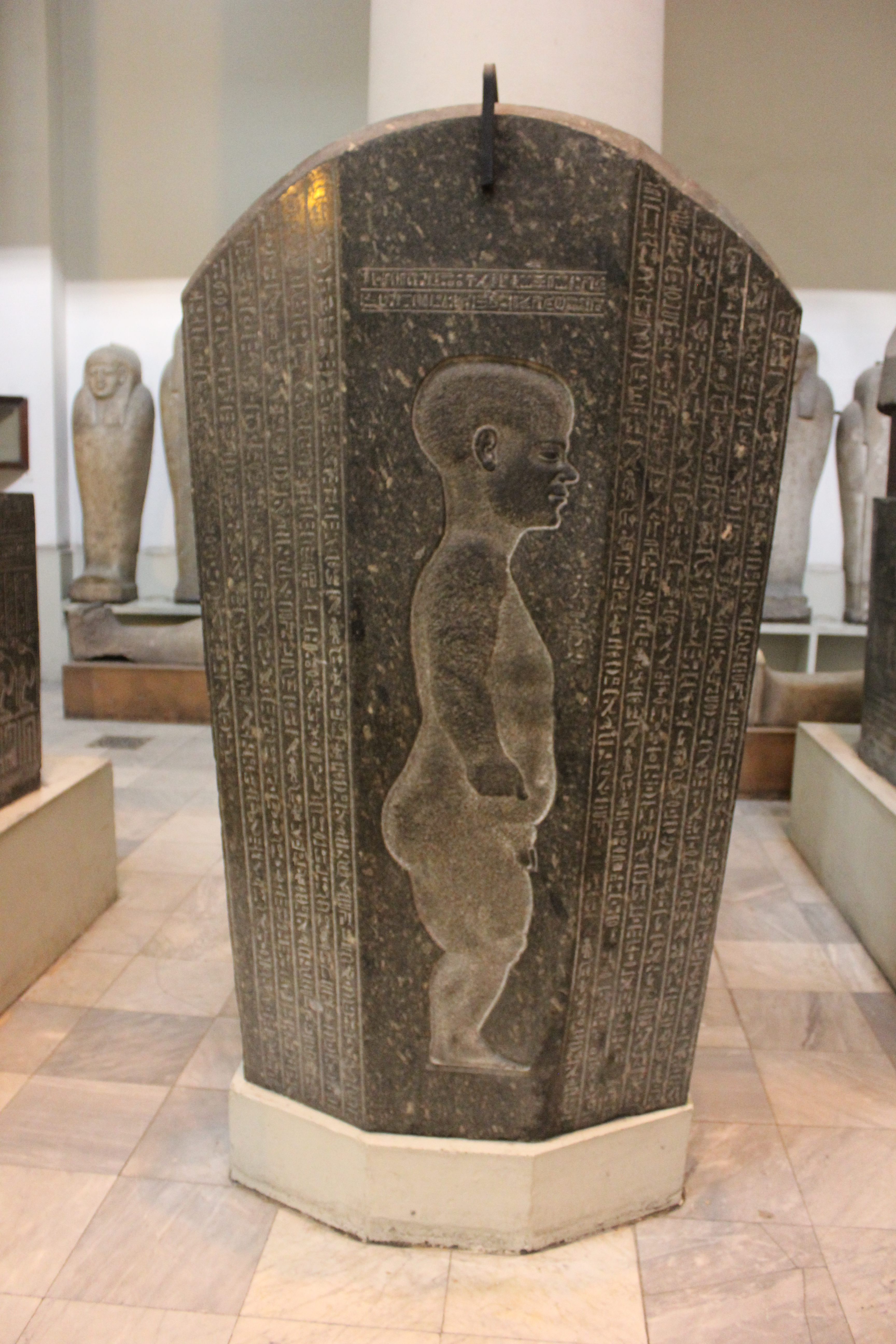
تابوت الأسرة الثلاثين، حوالي القرن الرابع قبل الميلاد. المتحف المصري بالقاهرة.

كان الأقزام يعاملون باحترام كبير في المجتمع المصري القديم، ولا سيما خلال فترتي الأسرات المبكرة والمملكة القديمة. كان يُنظر إلى نانيتهم الطبيعية على أنها هبة سماوية، ويبدو أن التمييز والإقصاء الاجتماعي غير معروفين للمصريين. في معظم الحالات التي تم فيها جلب الأقزام إلى عائلة جديدة، يبدو أنه تم قبولهم فورًا كأعضاء كاملي العضوية. تم تكليفهم بمهام خاصة وحصرية، والتي كان يؤديها عادة كبار المسؤولين، مثل الكهنة وأمناء الخزانة. حتى في العديد من الأسر الملكية، بجانب الملك، سُمح للأقزام بالخدمة والعمل. تفسر الرتب العالية غير العادية والمواقف الاجتماعية التي يتمتع بها الأقزام، على سبيل المثال، وجودهم المهم في المقابر الفرعية حول مقابر الأسرة الأولى. حجزت هذه المقابر الفرعية للخدام المباشرين والأكثر ولاءً للحاكم. يُظهر السماح بدفنها بالقرب من الملك مدى احترام الأقزام في ذلك الوقت.
«لا تسخر من الكفيف، ولا تهزأ بالقزم، ولا تسد الطريق أمام العاجز، ولا تهزأ من رجل مرضها الخالق، ولا يعلو صوتك بالصراخ عندما يخطئ»، هذه المقولة من أبرز تعاليم «امينيموب» الأديب المصري منذ أكثر من 3100 عام، والتي تعتبر أبرز دليل على نظرة وثقافة المصري القديم تجاه ذوي الاحتياجات الخاصة عامة وتجاه الأقزام خاصة، والتي تضمنت مبدأ التسامح والتعايش معهم واحترام اختلافهم الجسدي.
ويرجع تاريخ الأقزام في مصر إلى عصور ما قبل التاريخ، وهو ما تدل عليه الهياكل العظمية التي تعود إلى ثقافة البداري 4500 ق.م. بالإضافة إلى عصر الدولة القديمة التي ترجع إلى 2700- 2190 ق.م.
في الأسرة المصرية السادسة، في عهد الملك بيبي الثاني (2284-2184 قبل الميلاد)، علمنا برسالة كتبها الملك الشاب آنذاك وموجهة إلى مسؤوله الرفيع والأمير حرخوف الذي أرسل إلى إلفنتين ليسأل عن حالة ومكان وجود «القزم الراقص» (دانيج ايباو المصري). أمر حرخوف بإحضار القزم، الذي نشأ من بونت الأسطورية، إلى قصر الملك بصحة جيدة دون أن يصاب بأذى، مهما كانت التكلفة. يتضمن المقطع المعين أن الملك «يرغب في رؤية القزم أكثر من تلقي الهدايا الثمينة من بونت». تكشف الرسالة أيضًا أنه قبل هذا الحدث، إحضر العديد من الأقزام بالفعل من بونت إلى العائلة المالكة.

### تأسيس الأسرة

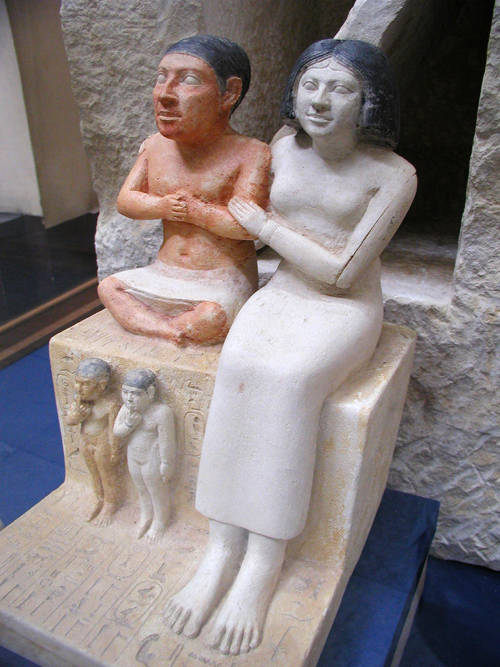
تمثال للقزم سنب وزوجته وأولاده من الأسرة الرابعة أو الخامسة

أشهر حالة للأقزام في مصر القديمة هي حالة المسؤول الكبير سنب، حيث نجت مجموعة التماثيل المنحوتة بدقة للقزم وعائلته في حالة حفظ ممتازة. عمل سنب في أواخر الأسرة المصرية الرابعة (2613-2494 قبل الميلاد) أو أوائل الأسرة المصرية الخامسة (2498 - 2345 قبل الميلاد)، على الأرجح في عهد الملك شبسسكاف وخلفائه. كان سنب متزوجًا من امرأة تكبر بشكل طبيعي تدعى سينيت إيتيس. كان لديه ابنتان تدعى أويب إن خوفو وسميرت رجاجيدف وولد واحد يدعى عنخ ايما رجاجيدف، وجميعهم ممثلون في القامة الطبيعية. هذا يدل على أنه من المقبول أن الأقزام قد يكون لديهم أسر وأطفال أصحاء. لاحظ أن الطفلين اللذان يظهران أمام مقعد سنيب في الرسم التوضيحي المصاحب هما في وضع يتم فيه تمثيل أرجل التمثال «الطبيعي»، وبالتالي يقلل - وإن لم يخف - مظهره غير الطبيعي. نظرًا لأن والد سنب كان ينمو بشكل طبيعي، فإن حالة سنب تثبت أيضًا أنه لم يتم إحضار جميع الأقزام من دول أجنبية، وتحدث القزامة أحيانًا - كما هو متوقع من التجربة الحديثة - داخل العائلات المصرية. في حالات أخرى، حيث يتم تصوير الأشخاص ذوي القامة القصيرة أيضًا كخدم لأقزام آخرين، فمن المحتمل أنهم كانوا جزءًا من نفس العائلة. ومع ذلك، تظل هذه مسألة تخمين، حيث لم يكن من غير المألوف خلال فترة المملكة القديمة أن يصور الفنانون نفس الشخص عدة مرات في مشهد واحد. لقد فعلوا ذلك لإظهار أن الشخصية الرئيسية تؤدي عدة واجبات في نفس الوقت.

### الرتب
كما ذكرنا سابقًا، سُمح للأقزام بالحصول على عدة وظائف رفيعة المستوى ويمكنهم الارتقاء في الرتب خلال حياتهم المهنية. تصور نقوش المملكة القديمة الأقزام يؤدون بشكل أساسي وظائف سهلة وخلاقة إلى حد ما، لأن مكانتهم القصيرة والهشة لم تسمح بالعمل البدني الشاق أو الخطير. مما لا يثير الدهشة أن الأقزام عملوا بشكل أساسي كصائغي مجوهرات وخياطين وحاملي أكواب وحتى كحراس حديقة. كما هو الحال في فترات أخرى، كان الأقزام يُقدرون بشكل خاص على أنهم أمناء خزينة أو صائغون، لأن مظهرهم المميز للغاية من شأنه أن يجعل التعامل غير النزيه من جانبهم أمرًا صعبًا للغاية.
يبدو أن الحفاظ على حديقة الحيوان في الواقع، في الأدلة الباقية، هو العمل الأكثر شيوعًا الذي يقوم به الأقزام. اعتنى حراس الحديقة الملكية في الغالب بالحيوانات الأليفة للملك مثل كلاب الصيد والقطط المنزلية والغينون. قد يكون هذا بسبب سهولة ترويض هذه الحيوانات ولن تشكل خطرًا على الأقزام. ارتياح فريد من مصطبة المسؤول الرفيع نيانكنسو (الأسرة السادسة) يظهر قزمًا يأخذ نمرًا في نزهة على الأقدام. في مقبرة أخرى (ضريح المسؤول الرفيع نوفر، وهو أيضًا من الأسرة السادسة)، تظهر إحدى النقوش البارزة قزمًا وجينون الخاص به بينما يقوم القرد الصغير بسرقة العنب من سلة فواكه ويلعب بحبله. تشير نقوش أخرى من عصر الدولة القديمة إلى أن الغينونات ساعدت حراسها حرفيًا: في قبر كابر، هناك نقش فريد يصور قزمًا وجينون له، حيث يحدد كلاهما الساعة لزوج من الموسيقيين. في المقابل، نادرًا ما يتم تصوير الأقزام وهم يعملون كموسيقيين.
تكشف نقوش الدولة القديمة أن الأقزام حظوا بفرصة الترقية في وظائفهم ومكاتبهم. ألقاب رفيعة المستوى مثل «المشرف على الأقزام في بيت الملابس» و«المشرف على الصائغين» والألقاب الفخرية مثل «صديق الملك»، «محبوب الملك»، و«رئيس القصر» إثبات أن الأقزام يعاملون اجتماعيًا على قدم المساواة مع الأشخاص الذين ينمون بشكل طبيعي. ومع ذلك، لا يزال من غير الواضح ما إذا كان يُسمح للأقزام بأداء واجبات في خدمات المعبد والطقوس. النقوش القليلة التي تظهر الأقزام المشاركين في الأعياد مثل عيد حتحور وعيد سد لا تسمح بتقييم آمن لأن النقوش تعطي أسماء الأقزام، لكنها لا تشرح نشاطهم بالضبط.

## فترات لاحقة
في فترات لاحقة، مثل المملكة الوسطى (2055-1710 قبل الميلاد) والإمبراطورية المصرية (1550-1070 قبل الميلاد) يبدو أن الاحترام الخاص للأقزام قد قل. إن تصوير الأقزام من فترات لاحقة يظهرهم بشكل تدريجي بطرق أكثر سخافة. بردية مصرية يرجع تاريخها إلى عصر الرعامسة تسمى «العقيدة الحكيمة لأمنموب، ابن كانخت» (بردية BM 10474) تتضمن نداءات بعدم معالجة الأقزام وغيرهم من المعوقين (مثل المكفوفين والمقعدين والتوحديين) بشكل سيء أو يعض عليهم. يقيم العلماء والمؤرخون العقائد الإنسانية لأمنموب باعتبارها نداءً عامًا ضد الانحلال الأخلاقي القادم داخل المجتمع المصري.

## معبودات أقزام

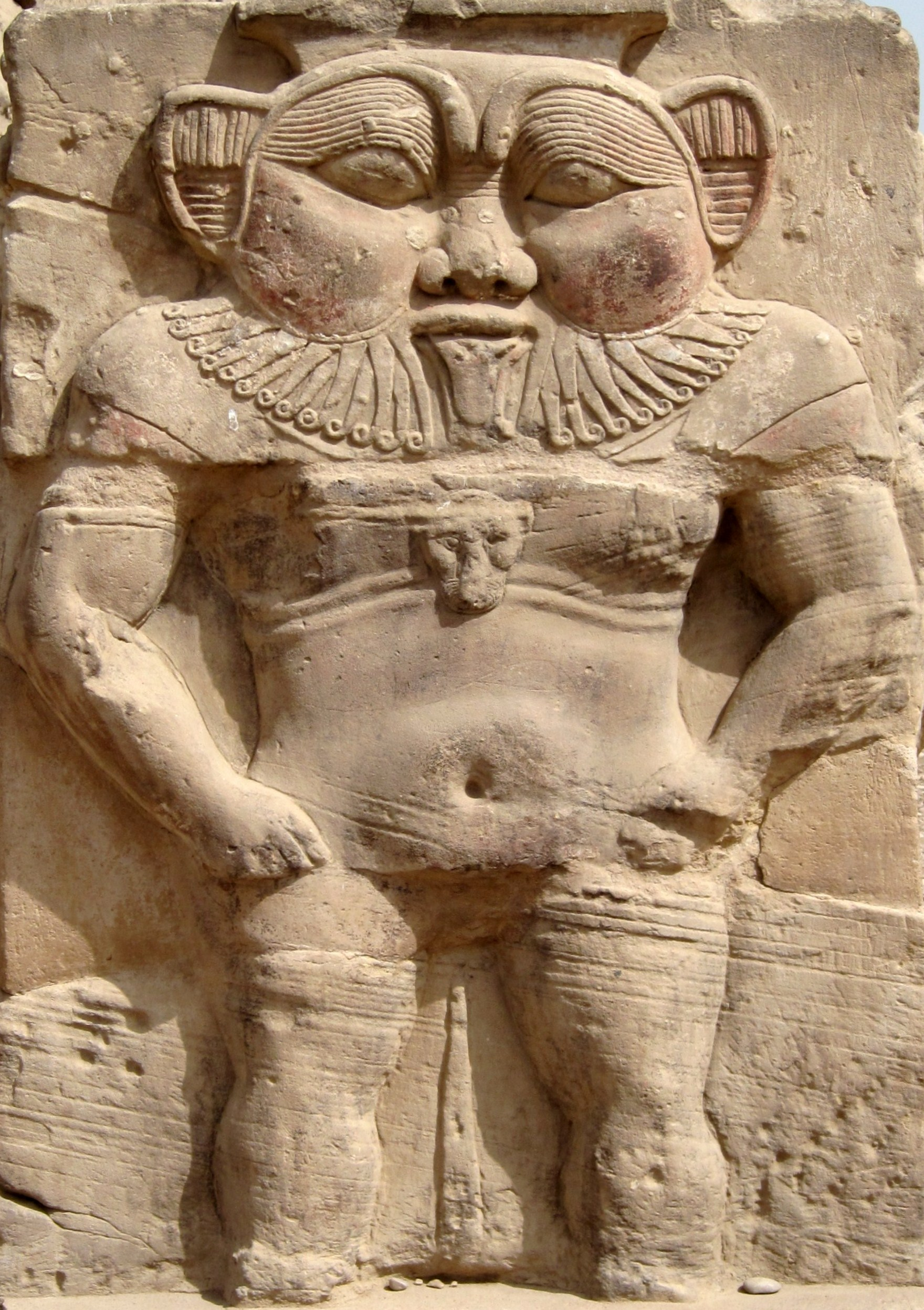
المعبود القزم بيس كما يصور على نقش بارز في دندرة

في مصر القديمة، كان الناس يعبدون العديد من المعبودات الأقزام، وأهمها بس. عبادته موثقة أثريًا منذ الأسرة المصرية الثانية عشرة (1991-1802 قبل الميلاد). كان بس معبود الأحلام والحظ والرقص، وكان حامي الأسرة وممتلكاتها. كان أيضًا إلهًا للولادة وكان يُعبد في دور الولادة جنبًا إلى جنب مع الإلهة حقت. يُصوَّر بس دائمًا بجذع ورأس طبيعي، وأرجل وأذرع قصيرة وأذني أسد. أكثر ميزة لا لبس فيها هي تصويره الأمامي، وهو نادر إلى حد ما في مصر القديمة، مما يجعل بس معروفًا بشكل خاص (وربما يشير إلى أصل أجنبي لطائفته). في الغالب كان يرتدي تاجًا من الريش على رأسه، كما كان لاحقًا نموذجيًا لتصوير الحيثيين. بس هو أحد المعبودات القليلة في مصر الذين تم تصويرهم دائمًا في المقدمة وبالتالي يصعب الخلط بينه وبين الآلهة الأخرى.
منذ عصر الإمبراطورية المصرية فصاعدًا، ظهر الأشخاص ذوو القامة القصيرة في الكتابات الدينية التي تدور حول معبود الشمس رع. في واحدة من هذه البرديات من مجموعة لودفيج بورشاردت، يوصف رع بأنه «قزم السماء»، و «قزم بين السماء والأرض»، و«متضخم من وسط السماء». في ملح البردي، يتم استدعاء معبود قزم يُعبد على أنه «قزم مصر العليا والسفلى». ومع ذلك، لم يتم تسجيل اسم هذا المعبود. في بردية ليدن الديموطيقية، يتم أيضًا استدعاء معبود صغير، والذي من المحتمل جدًا أنه مرتبط بـ رع أو حتى متطابق معه. يصف المعبود نفسه بأنه «قزم نبيل موجود في الكهوف المختومة». ينشأ الارتباط الضمني بـ رع من ذكر «الكهوف المختومة»: يقال أن رع، أيضًا، يختبئ في «الكهوف المغلقة» عندما يكون مستريحًا.
يرجع تاريخ المعلقات ذات الجعران المسمى إلى عصر الإمبراطورية المصرية والعهود اللاحقة، حيث يتم مساواة الأشخاص ذوي القامة القصيرة بالمعبود تشيبري (شكل الشباب الأسطوري لـ رع) ويتم تصويرهم بجسم علوي على شكل جعران. يحتوي ملحق إنسنجر من ورق البردي البطلمي في العمود 24، السطور 8-9 على القول المأثور: "الجعران الصغير كبير بسبب شكله الخفي، والقزم كبير بسبب اسمه.
معبود آخر مع قزامة، ولكن نادرًا ما يتم تصويره، كان بتاح باهتاكا («بتاح، القوي»). كان يعبد كشكل خاص من أشكال بتاح، معبود الفن والحرف والإبداع. شكل آخر من بتاح تم تصويره أيضًا على أنه قزم هو بتاح-سيجم-بانيم («بتاح، المستمع»). كان المعبود تحوت، معبود الوقت والمعرفة والرياضيات والقمر، يُصوَّر أحيانًا على أنه قرد بابون برأس إنسان. قد يكون هذا إشارة إلى الأقزام.

## أقزام مصريون معروفون بأسمائهم
الأقزام المصريون الذين اشتهروا بأسمائهم بفضل لوحة مقابرهم ونقوشهم و / أو تماثيلهم تشمل: نفر، سير إنبو، هيجو (الثلاثة من الأسرة الأولى)، ني عنخ دجيدفر (الأسرة الرابعة)، سنب (أواخر الرابعة). أو أوائل الأسرة الخامسة)، خنوم حتب (الأسرة الخامسة).